# 李銀碧
李銀碧（韓語：이은비，1990年10月23日—），韓國女子手球運動員，現為韓國國家女子手球隊隊員。效力於韓國國家手球隊。她曾參加2011年於巴西舉行的世界女子手球錦標賽。

## 簡歷
2012年7月，李銀碧代表韓國出戰英國倫敦舉行的奥林匹克运动会女子手球比賽，在銅牌爭奪戰中以29比31惜敗西班牙。此外，她亦參與了2016年夏季奧林匹克運動會的比賽。